# Y.M.O. MEGA MIX
『Y.M.O. MEGA MIX』（ワイエムオー・メガ・ミックス）は、YMOのリミックス・アルバム。1986年3月25日にアルファレコードよりリリースされた。

## 制作
YMOのリミックス・アルバムとしては初めて、外部からのミュージシャンによる作品となり、藤原ヒロシをはじめ、屋敷豪太に、KUDO、土井章嗣の4人が担当した。
テープエディットを駆使してリミックスされた「Y.M.O. MEGA MIX」をはじめ、「FIRECRACKER」と「BEHIND THE MASK」の3曲が収録されている。

## リリース
1986年3月25日にアルファレコードから、12inchレコードとしてリリースされた。B面の最後にスクラッチが収録されており、「BEHIND THE MASK」の演奏が終わった後に、針を乗せ直すと聴けるという仕組みになっている。
1990年3月25日と1994年8月31日にCD化されたが、スクラッチはカットされている。

## 批評
| 専門評論家によるレビュー | 専門評論家によるレビュー |
| レビュー・スコア         | レビュー・スコア         |
| 出典                     | 評価                     |
| ------------------------ | ------------------------ |
| CDジャーナル             | 肯定的                   |

- 音楽情報サイト『CDジャーナル』では、リミックスに関して「もともと、革新的なコンピューター・サウンドだったが、それが、スピードに変化を付け、分断されたり、繋がったりと、いちだんと過激に、ダイナミックに甦えっている」と肯定的に評価している[2]。

## 収録曲
| 全編曲: Y.M.O.。 |                     |           |            |                                   |       |
| #                | タイトル            | 作詞      | 作曲・編曲 | リミックス                        | 時間  |
| 1.               | 「Y.M.O. MEGA MIX」 |           |            | 藤原ヒロシ 屋敷豪太 KUDO 土井章嗣 | 10:52 |
| 合計時間:        | 合計時間:           | 合計時間: | 10:52      |                                   |       |

| 全編曲: Y.M.O.。 |                            |           |                    |                                   |      |
| #                | タイトル                   | 作詞      | 作曲               | リミックス                        | 時間 |
| 2.               | 「FIRECRACKER」(REMIX)     |           | マーティン・デニー | 藤原ヒロシ 屋敷豪太 KUDO 土井章嗣 | 5:43 |
| 3.               | 「BEHIND THE MASK」(REMIX) |           | 坂本龍一           | 藤原ヒロシ 屋敷豪太 KUDO 土井章嗣 | 5:29 |
| 合計時間:        | 合計時間:                  | 合計時間: | 合計時間:          | 11:12                             |      |

## 曲解説

### SIDE A
1. Y.M.O. MEGA MIX
YMOの楽曲をメドレー形式でリミックスしたもの。CD-BOX『L-R TRAX Live & Rare Tracks』（2005年）[3]にも収録されている。
使用楽曲は以下の通り。
a. RYDEEN
b. ABSOLUTE EGO DANCE
c. KIMI NI MUNEKYUN
d. TECHNOPOLIS
e. COMPUTER GAME "THEME FROM THE CIRCUS"
f. LA FEMME CHINOISE
g. SIMOON

### SIDE B
1. FIRECRACKER (REMIX)
アルバム『イエロー・マジック・オーケストラ』（1978年）に収録されている楽曲のリミックス。
ベスト・アルバム『Y.M.O.ヒストリー』（1987年）[4]にも収録されている。
2. BEHIND THE MASK (REMIX)
アルバム『ソリッド・ステイト・サヴァイヴァー』（1979年）に収録されている楽曲のリミックス。
「FIRECRACKER (REMIX)」同様、ベスト・アルバム『Y.M.O.ヒストリー』（1987年）[4]にも収録されている。

## スタッフ・クレジット

### 参加ミュージシャン
- 藤原ヒロシ - エディット、リミックス
- 屋敷豪太 - エディット、リミックス
- KUDO - エディット、リミックス
- 土井章嗣 - エディット、リミックス

### スタッフ
- THE TECHNO FATHERS - スペシャル・サンクス
- 細野晴臣 - スペシャル・サンクス[注釈 1]
- 坂本龍一 - スペシャル・サンクス[注釈 1]
- 高橋幸宏 - スペシャル・サンクス[注釈 1]
- ROCKY'S COMPANY STAFF - サンクス

## リリース履歴
| No. | 日付          | 国名 | レーベル             | 規格   | 規格品番  | 最高順位 | 備考                                           |
| --- | ------------- | ---- | -------------------- | ------ | --------- | -------- | ---------------------------------------------- |
| 1   | 1986年3月25日 | 日本 | アルファレコード     | 12inch | ALR-18002 | -        | B面の最後にスクラッチが収録されている。        |
| 2   | 1990年3月25日 | 日本 | アルファレコード     | CD     | ALCA-20   | -        | 12inch盤にあったスクラッチはカットされている。 |
| 3   | 1994年8月31日 | 日本 | アルファミュージック | CD     | ALCA-9057 | -        | 12inch盤にあったスクラッチはカットされている。 |